# Ferrovia radial
Radial é a denominação dada a ferrovias que têm uma de suas extremidades localizada na capital federal. O nome é adotado pelo Sistema Nacional de Viação na classificação do Subsistema Ferroviário Federal.

## Ferrovias radiais
O Sistema Nacional de Viação classifica as ferrovias federais do Brasil em 6 tipos, sendo um deles o radial. As ferrovias radiais são aquelas que tem sua origem em Brasília e rumam em direção aos extremos do país.
Pelas regras de nomenclaturas das vias federais, as ferrovias radiais são identificadas pelo primeiro dígito "0", e os outros dois variam entre 10 e 95, sempre nos múltiplos de cinco e no sentido horário.
1. ↑  Presidência da República do Brasil. «Lei nº 12.379, de 6 de janeiro de 2011». Planalto. Consultado em 17 de fevereiro de 2025